# Lịch sử hành chính Thái Nguyên
Thái Nguyên là một tỉnh thuộc vùng trung du và miền núi Bắc Bộ. Phía bắc giáp tỉnh Bắc Kạn, phía nam giáp thủ đô Hà Nội, phía đông giáp tỉnh Bắc Giang và tỉnh Lạng Sơn, phía tây giáp tỉnh Tuyên Quang và tỉnh Vĩnh Phúc.

## Trước năm 1945

### Thời tiền sử
Từ xa xưa, Thái Nguyên đã là nơi sinh sống của người Việt cổ. Trên địa bàn hang Ốc thuộc xã Bình Long đã tìm được dấu tích của người tiền sử có niên đại ít nhất cách đây từ 7000 đến 8000 năm với những vỏ ốc bị chặt đuôi, xương động vật là những tàn tích thức ăn của người xưa. Từ những năm 1980, cũng tại huyện Võ Nhai, các nhà khảo cổ đã phát hiện ra dấu tích của người Việt cổ tại khu vực Mái Đá Ngườm thuộc xã Thần Sa. Hàng chục ngàn hiện vật từ các hang Phiêng Tung, Mái đá Hạ Sơn I, Hạ Sơn II, hang Thắm Choong, Nà Ngùn và Mái Đá Ranh…ở Thần Sa, với những công cụ cuội được ghè đẽo như: Mảnh tước, rìu tay, công cụ chặt hình núm cuội, công cụ chặt rìa, công cụ chặt 2 lưỡi, công cụ hình sừng bò... Đặc biệt. các nhà khảo cổ đã tìm thấy 3 bộ xương người cổ được mai táng ở Mái Đá Ngườm, xóm Kim Sơn. Mái Đá Ngườm là một di chỉ quan trọng bậc nhất của khu di chỉ khảo cổ học Thần Sa với 4 địa tầng văn hóa khảo cổ, trong đó tầng thứ tư tiêu biểu cho trung kỳ Thời đại đá cũ.

### Thời kỳ hình thành nhà nước và Bắc thuộc
Theo Dư địa chí của Nguyễn Trãi, đời các vua Hùng, Thái Nguyên thuộc bộ Vũ Định, một trong 15 bộ của nước Văn Lang, nằm dưới sự cai quản của chế độ lạc tướng. Khoảng đầu công nguyên, chế độ lạc tướng chấm dứt, bộ chuyển thành huyện, tên Vũ Định vẫn được giữ nguyên. Dưới thời Nhà Triệu, Thái Nguyên nằm trong quận Giao Chỉ. Đời nhà Hán, Thái Nguyên nằm trong huyện Long Biên thuộc quận Giao Chỉ. Đến đời Đường, Thái Nguyên là đất châu Long và châu Vũ Nga, thuộc An Nam đô hộ phủ.

### Thời nhà Đinh - Tiền Lê - Lý - Trần
Dưới triều Đinh, Tiền Lê (TK X), đất nước được chia làm 10 đạo. Khi Lý Thái Tổ lên ngôi năm 1010, 10 đạo được đổi thành 24 lộ, các vùng xa xôi hẻo lánh như Thái Nguyên nằm trong các châu biên viễn. Kể từ khi nhà Lý định đô ở Thăng Long, Thái Nguyên đã trở thành phên giậu trực tiếp che chở phía bắc kinh thành. Dưới thời Nhà Lý, Thái Nguyên có một danh tướng nổi tiếng, từng 2 lần được vua gả công chúa cho, được dân gian tôn sùng là Đức Thánh Đuổm (xem thêm bài Dương Tự Minh). Trong cuộc kháng chiến chống quân xâm lược Tống năm 1076-1077, phần đất phía nam Thái Nguyên từng là địa đầu của phòng tuyến sông Cầu, nơi diễn ra những trận đánh ác liệt giữa quan quân Nhà Lý với Nhà Tống. Dưới thời Nhà Trần, đầu năm 1226, châu được đổi thành lộ, Thái Nguyên thuộc Như Nguyệt Giang lộ. Năm 1397, Nhà Trần đổi châu Thái Nguyên thành trấn Thái Nguyên (tương đương với tỉnh ngày nay).

### Thời thuộc Minh
Thời thuộc Minh (1407-1427), trấn Thái Nguyên được đổi thành phủ Thái Nguyên lệ thuộc vào ty Bố Chính. Năm 1426, phủ Thái Nguyên đổi thành Thái Nguyên Thừa Chính ty, gồm 3 phủ: Thái Nguyên, Phú Bình, Thông Hóa. Cũng trong thời gian bị Nhà Minh cai trị, dân chúng Thái Nguyên lại liên tiếp đứng lên khởi nghĩa. Tiêu biểu là Lưu Nhân Chú, người huyện Đại Từ, ông cùng cha và anh rể đã tham gia cuộc khởi nghĩa Lam Sơn do Lê Lợi lãnh đạo.

### Thời Lê sơ
Năm 1428, Nhà Lê sơ được thành lập, Lê Thái Tổ chia đất nước làm 5 đạo, Thái Nguyên thuộc Bắc Đạo. Năm 1466, Lê Thánh Tông chia lại 5 đạo thành 12 đạo Thừa Tuyên, Thái Nguyên là Thái Nguyên Thừa Tuyên. Năm 1467, Nhà Lê tiến hành điều tra địa hình, địa giới, hoàn thành lập bản đồ quốc gia Đại Việt vào năm 1469. Cùng thời gian này, Thái Nguyên Thừa Tuyên được đổi thành Ninh Sóc Thừa Tuyên, gồm 3 phủ: Phú Bình, Thông Hóa, Cao Bằng. Đến năm 1483, Ninh Sóc Thừa Tuyên đổi thành xứ Thái Nguyên. 1533 lại đổi xứ thành trấn Thái Nguyên. Năm 1677, phủ Cao Bằng tách khỏi trấn Thái Nguyên thành trấn Cao Bằng. Thủ phủ trấn Thái Nguyên lúc này đặt tại xã Bình Kỳ, huyện Thiên Phúc (Sóc Sơn, Hà Nội ngày nay).

### Thời nhà Nguyễn
Dưới thời Gia Long, Thái Nguyên thuộc tổng trấn Bắc Thành. Năm 1813, sau khi huyện Thiên Phúc tách khỏi trấn Thái Nguyên nhập về Bắc Ninh. Thủ phủ trấn Thái Nguyên được chuyển về thành Đồng Mỗ, huyện Đồng Hỷ (nay thuộc phường Trưng Vương, thành phố Thái Nguyên). Năm 1831, 1832, Minh Mạng chia cả nước làm 30 tỉnh và 1 phủ Thừa Thiên. Trấn Thái Nguyên được đổi thành tỉnh Thái Nguyên. Đến năm 1836, tỉnh Thái Nguyên có 3 phủ, 9 huyện và 2 châu.

### Thời thuộc Pháp
Dưới thời Pháp thuộc, từ năm 1890, chính quyền thực dân tách huyện Bình Xuyên khỏi tỉnh Thái Nguyên để thành lập tỉnh Vĩnh Yên và thực thi chế độ quân quản, chia nhỏ Thái Nguyên nhập vào các tiểu quân khu thuộc các đạo quan binh. Như vậy, từ tháng 10/1890 - 9/1892 tỉnh Thái Nguyên bị xóa bỏ, phân tán vào các địa bàn khác nhau đặt dưới quyền quản lý của giới cầm quyền quân sự Pháp.
Theo các Nghị định của toàn quyền Đông Dương ký vào các ngày 10 và 15/10/1892, các địa hạt đã bị phân tán (trừ huyện Bình Xuyên) trở về với tỉnh Thái Nguyên, đặt dưới quyền cai trị của một Công sứ. Đến 12/6/1894, toàn quyền Đông Dương ra Nghị định đưa các châu Cảm Hóa, Chợ Rã vào tiểu quân khu Cao Bằng thuộc Đạo Quan binh II, đồng thời tổ chức một đơn vị là Tiểu quân khu Cai Kinh gồm 13 tổng, trong đó có 5 tổng tách từ Thái Nguyên sang. 11/4/1900, toàn quyền Đông Dương ra Nghị định thành lập tỉnh Bắc Cạn trên cơ sở toàn bộ phủ Thông Hóa của Thái Nguyên.
Khởi nghĩa Thái Nguyên Vào 11 giờ đêm 30-8-1917, Đội Trường và một lính thân tín bắt đầu hành sự: Giết tên Giám binh Noel-chỉ huy Trại lính khố xanh và Ba Chén; chém đầu viên phó quản Lạp-tay sai đắc lực của Giám binh. Hai thủ cấp của chúa Trại được dâng lên Lễ tế cờ. Liền đó, Đội Cấn tuyên đọc tờ Hịch thứ nhất, chính thức phát động cuộc Khởi nghĩa Thái Nguyên.
Hạt nhân của quân khởi nghĩa gồm 131 người trong tổng số 175 binh lính ở Trại lính khố xanh (có 30 người bỏ trốn, 10 người già yếu xin nộp súng về nhà…). Đội Cấn trở thành "Thái Nguyên Quang phục quân Đại đô đốc" ra lệnh ngay cho Đội Giá dẫn hơn 100 binh lính chia thành nhiều toán đi sang Nhà lao Thái Nguyên (ở cách Trại lính khố xanh khoảng 400m về phía đông bắc) phá ngục, cứu tù.
Tại đây, quân khởi nghĩa đã giết chết được tên cai ngục Lô-ép (Loew) và mở cửa nhà lao cho tù nhân chạy trốn về Trại lính khố xanh, giữa những làn đạn từ phía "Trại lính Tây" của chủ lực quân sự Pháp đóng ở Thái Nguyên, cách nhà lao 200m, thấy "có biến" đã bắn xối xả tới. 180 tù nhân-có người bị tra tấn thành tàn tật, phải bò lết-thoát thân được về trại lính. Riêng thủ lĩnh Lương Ngọc Quyến-bị liệt nửa người-nhờ có đồng đội cõng chạy, nên cũng thoát được khỏi tù. Liền sau đấy, nghĩa quân đã triển khai lực lượng đánh chiếm được nhiều vị trí khác ở tỉnh lỵ Thái Nguyên, như: Dinh Công sứ; các công sở: Lục lộ, Điền bạ, Tòa án, Nhà đoan; Kho vũ khí: Lấy được 92 súng "mút-cơ-tông", 75 súng trường, 1 súng lục, 15 thanh kiếm, hơn 62 nghìn viên đạn; Nhà Bưu điện; Kho bạc... Trong vòng nửa đêm (30-8-1917) và một ngày (31-8-1917) chưa đầy 24 giờ đồng hồ, cuộc khởi nghĩa Thái Nguyên năm 1917 đã thành công chấn động. Không chỉ chiếm được tỉnh lỵ và làm chủ tỉnh chiến lược Thái Nguyên, cuộc khởi nghĩa còn thành lập được quân đội (lấy tên là "Quang phục quân Thái Nguyên") gồm 623 người (trong đó: 131 lính khố xanh, 180 tù nhân được giải phóng, 312 công nhân và nông dân yêu nước trong tỉnh đến gia nhập) do Trịnh Văn Cấn làm "Đại đô đốc", Lương Ngọc Quyến làm "Quân sư". Cuộc khởi nghĩa đã tuyên bố đặt quốc hiệu là "Đại Hùng", định quốc kỳ là "cờ Ngũ Tinh" (nền vàng có 5 ngôi sao đỏ) với hàng chữ "Nam binh phục quốc". Hình ảnh của một quốc gia độc lập với quốc kỳ, quốc hiệu và quân đội từng xiết bao mơ ước, vậy là đã thu nhỏ mà huy hoàng xuất hiện và hiên ngang tồn tại, giữa thời Pháp thuộc đen tối, ở tỉnh lỵ Thái Nguyên trong vòng 132 tiếng đồng hồ (từ đêm 30-8-1917 đến trưa 5-9-1917). Đấy cũng là thời gian mà nghĩa quân đã căng thẳng chuẩn bị và anh dũng chiến đấu, chống lại cuộc đại phản kích và đàn áp khốc liệt của thực dân Pháp vào địa bàn trung tâm của cuộc khởi nghĩa. Và, sau buổi trưa 5-9-1917, quyết định rút lực lượng khởi nghĩa ra khỏi tỉnh lỵ Thái Nguyên, nghĩa quân vẫn còn có 4 tháng 11 ngày, kiên trì và quyết liệt kéo dài cuộc chiến đấu oanh liệt vì độc lập, tự do của dân tộc và đất nước, trên địa bàn các tỉnh, từ Thái Nguyên đến Vĩnh Yên, Phúc Yên, Bắc Giang, Bắc Ninh, Hưng Yên, cho đến ngày 10-1-1918, hy sinh đến người cuối cùng.
Thủ đô kháng chiến
Trước Cách mạng Tháng Tám năm 1945, nhiều Ủy viên Trung ương Đảng Cộng sản Việt Nam, thường vụ Xứ ủy Bắc Kỳ thường xuyên qua lại hoạt động, phát triển lực lượng ở Thái Nguyên. Năm 1947, Hồ Chí Minh đã tới Thái Nguyên và lãnh đạo cuộc Kháng chiến chống Pháp từ căn cứ chính tại ATK Định Hóa. Cũng tại đây, Chủ tịch Hồ Chí Minh cùng Trung ương Đảng Cộng sản Việt Nam đã quyết định mở Chiến dịch Biên giới thu đông 1950, Chiến cục đông-xuân 1953-1954 cũng như quyết định mở chiến dịch Điện Biên Phủ lịch sử và hàng loạt sự kiện quan trọng khác.

## Sau năm 1945
Sau Cách mạng tháng Tám thành công, bỏ cấp phủ, gọi chung là huyện. Tổ chức hành chính trên địa bàn gồm thị xã Thái Nguyên và 7 huyện: Đại Từ, Định Hóa, Đồng Hỷ, Phổ Yên, Phú Bình, Phú Lương, Võ Nhai.
Năm 1957, chuyển xã Mỏ Sắt thuộc huyện Yên Thế của tỉnh Bắc Giang về huyện Đồng Hỷ quản lý và đổi tên thành xã Hợp Tiến.
Năm 1958, thành lập tiểu khu Chiến Thắng và thị trấn Núi Voi thuộc thị xã Thái Nguyên.
Năm 1962, thành lập thành phố Thái Nguyên; điều chỉnh địa giới thành phố Thái Nguyên và các huyện Đồng Hỷ, Phú Bình; thành lập thị trấn Trại Cau thuộc thành phố Thái Nguyên.
Năm 1965, chia tách một số xã thuộc huyện Định Hóa. Cùng năm, hợp nhất tỉnh Bắc Kạn và tỉnh Thái Nguyên thành một tỉnh lấy tên là tỉnh Bắc Thái.
Năm 1967, điều chỉnh địa giới huyện Phú Lương và huyện Bạch Thông. Cùng năm, thành lập thị trấn nông trường Quân Chu thuộc huyện Đại Từ, thị trấn nông trường Sông Cầu thuộc huyện Đồng Hỷ và thị trấn nông trường Bắc Sơn thuộc huyện Phổ Yên.
Năm 1970, sáp nhập xã Đại Xuân vào xã Tiên Phong thuộc huyện Phổ Yên.
Năm 1972, thành lập các thị trấn: Mỏ Chè, Ba Hàng, Bãi Bông thuộc huyện Phổ Yên.
Năm 1974, đổi tên một số xã thuộc các huyện Phú Lương và Phổ Yên.
Năm 1977, thành lập thị trấn Giang Tiên thuộc huyện Phú Lương.
Năm 1982, thành lập phường Núi Voi thuộc thành phố Thái Nguyên và chuyển thị trấn Trại Cau của thành phố Thái Nguyên về huyện Đồng Hỷ quản lý.
Năm 1983, điều chỉnh địa giới một số xã thuộc huyện Đại Từ, Đồng Hỷ và Phổ Yên.
- Thành lập xã Phúc Tân, huyện Đồng Hỷ trên cơ sở sáp nhập xã Phúc Thọ, huyện Đại Từ và các xóm Tân Thắng, Đồng Đẳng của xã Phúc Thuận, huyện Phổ Yên và xóm Yên Ninh của xã Phúc Trìu, huyện Đồng Hỷ
- Sáp nhập xóm Quyết Tiến của xã Tân Thái, huyện Đại Từ vào xã Bình Thuận.

Năm 1985, điều chỉnh địa giới thành phố Thái Nguyên và các huyện Đồng Hỷ, Phổ Yên, Võ Nhai; thành lập thị trấn Chùa Hang thuộc huyện Đồng Hỷ. Cùng năm, điều chỉnh và thành lập một số, xã phường thuộc huyện Võ Nhai và thành phố Thái Nguyên và thành lập thị xã Sông Công.
- Sáp nhập 7 xã Phúc Hà, Phúc Xuân, Phúc Triu, Tân Cương, Thịnh Đán, Thịnh Đức, Tích Lương thuộc huyện Đồng Hỷ vào thành phố Thái Nguyên
- Sáp nhập hai phường Chiến Thắng, Núi Voi và xã Đồng Bẩm thuộc thành phố Thái Nguyên vào huyện Đồng Hỷ.
- Thành lập thị trấn Chùa Hang, huyện Đồng Hỷ trên cơ sở toàn bộ phường Chiến Thắng và phường Núi Voi.
- Sáp nhập 4 xã Phúc Tân, Bình Sơn, Bá Xuyên và Tân Quang thuộc huyện Đồng Hỷ vào huyện Phổ Yên.
- Sáp nhập 4 xã Tân Long, Văn Lăng, Hoà Bình và Quang Sơn (trừ 4 xóm Đồng Dong, Cây Thị, Làng Giai và Khuôn Vạc của xã Quang Sơn) thuộc huyện Võ Nhai vào huyện Đồng Hỷ.
- Thành lập phường Tân Thịnh, thành phố Thái Nguyên trên cơ sở tách các xóm Na Ranh, Lăng Cả, Tân Dược, Hồng Phong, Phúc Tiến, Phúc Thái và Tân Lập của xã Thịnh Đán.
- Thành lập các phường Đồng Quang, Cam Giá, Gia Sàng, thành phố Thái Nguyên trên cơ sở toàn bộ diện tích và dân số của các xã có tên tương ứng.
- Thành lập thị xã Sông Công trên cơ sở tách thị trấn Mỏ Chè và các xã Cải Đan, Tân Quang và Bá Xuyên thuộc huyện Phổ Yên. Thị xã Sông Công có 3 phường Mỏ Chè, Lương Châu, Thắng Lợi và 3 xã Cải Đan, Tân Quang, Bá Xuyên

Năm 1987, thành lập một số phường thuộc thành phố Thái Nguyên.
- Thành lập phường Túc Duyên và Quang Vinh trên cơ sở toàn bộ diện tích và dân số của hai xã có tên tương ứng.
- Thành lập phường Tân Lập trên cơ sở một phần phường Tân Thịnh.

Năm 1990, thành lập thị trấn Đình Cả thuộc huyện Võ Nhai trên cơ sở một phần diện tích và dân số của xã Phú Thượng.
Năm 1993, thành lập thị trấn Đu thuộc huyện Phú Lương trên cơ sở một phần diện tích và dân số của xã Động Đạt.
Năm 1994, thành lập phường Quang Trung thuộc thành phố Thái Nguyên trên cơ sở một phần diện tích và dân số của phường Đồng Quang.
Năm 1996, tỉnh Thái Nguyên được tái lập. Tỉnh Thái Nguyên có 9 đơn vị hành chính gồm thành phố Thái Nguyên (tỉnh lỵ), thị xã Sông Công và 7 huyện: Đại Từ, Định Hóa, Đồng Hỷ, Phổ Yên, Phú Bình, Phú Lương, Võ Nhai; trả 9 xã và 1 thị trấn của huyện Phú Lương về huyện Bạch Thông của tỉnh Bắc Kạn quản lý.
Năm 1999, điều chỉnh địa giới thị xã Sông Công và huyện Phổ Yên; thành lập một số xã, phường thuộc thị xã Sông Công và huyện Đại Từ.
- Thành lập xã Tân Linh, huyện Đại Từ trên cơ sở một phần xã Phục Linh. Xã Tân Linh có 2.344 ha diện tích tự nhiên và 4.876 người.
- Thành lập phường Phố Cò, thị xã Sông Công trên cơ sở một phần xã Cải Đan. Phường Phố Cò có 465 ha diện tích tự nhiên và 4.898 người.
- Thành lập xã Vinh Sơn, thị xã Sông Công trên cơ sở một phần xã Bá Xuyên và xã Cải Đan. Xã Vinh Sơn có 792 ha diện tích tự nhiên và 2.023 người.
- Thành lập phường Cải Đan, thị xã Sông Công trên cơ sở 533 ha diện tích tự nhiên và 4.336 người còn lại của xã Cải Đan.
- Sáp nhập xã Bình Sơn, huyện Phổ Yên vào thị xã Sông Công.
- Thị xã Sông Công có 9 đơn vị hành chính trực thuộc, gồm 5 phường, 4 xã với 8.024 ha diện tích tự nhiên và 42.485 người.
- Huyện Phổ Yên có 18 đơn vị hành chính trực thuộc, gồm 15 xã, 3 thị trấn với 25.850 ha diện tích tự nhiên và 128.449 người.

Năm 2003, thành lập thị trấn Hương Sơn thuộc huyện Phú Bình trên cơ sở toàn bộ diện tích và dân số của thị trấn Úc Sơn và xã Hương Sơn. Thị trấn Hương Sơn có 978,49 ha diện tích tự nhiên và 7.910 người.
Năm 2004, thành lập phường Thịnh Đán và xã Quyết Thắng thuộc thành phố Thái Nguyên.
- Thành lập phường Thịnh Đán trên cơ sở một phần phường Tân Thịnh, xã Thịnh Đức và xã Thịnh Đán. Phường Thịnh Đán có 616,18 ha diện tích tự nhiên và 7.866 người.
- Đổi tên xã Thịnh Đán thành xã Quyết Thắng. Xã Quyết Thắng có 1.292,78 ha diện tích tự nhiên và 12.833 người.

Năm 2008, điều chỉnh địa giới thành phố Thái Nguyên và huyện Đồng Hỷ.
- Sáp nhập xã Cao Ngạn và xã Đồng Bẩm, huyện Đồng Hỷ vào thành phố Thái Nguyên.
- Thành phố Thái Nguyên có 18.970,48 ha diện tích tự nhiên và 256.346 người, có 28 đơn vị hành chính trực thuộc, bao gồm 18 phường và 10 xã.
- Huyện Đồng Hỷ có 45.774,98 ha diện tích tự nhiên và 114.608 người, có 18 đơn vị hành chính trực thuộc, bao gồm 3 thị trấn và 15 xã.

Năm 2011, thành lập một số phường, thị trấn thuộc các huyện Phổ Yên, Đồng Hỷ, Đại Từ, thị xã Sông Công và thành phố Thái Nguyên.
- Sắp xếp một số đơn vị hành chính cấp xã thuộc huyện Đại Từ:
  - Giải thể thị trấn nông trường Quân Chu. Sáp nhập toàn bộ thị trấn nông trường Quân Chu vào xã Quân Chu, xã Cát Nê, huyện Đại Từ và xã Phúc Thuận, huyện Phổ Yên.
  - Thành lập thị trấn Quân Chu trên cơ sở một phần xã Cát Nê và một phần xã Quân Chu. Thị trấn Quân Chu có 1.185,31 ha diện tích tự nhiên và 4.036 người.
  - Sau khi sắp xếp, xã Cát Nê có 2.689,8 ha diện tích tự nhiên và có 4.013 nhân khẩu. Xã Quân Chu có 4.040,19 ha diện tích tự nhiên và có 3.912 nhân khẩu. Huyện Đại Từ có 56.855 ha diện tích tự nhiên và 158.292 nhân khẩu, có 31 đơn vị hành chính cấp xã, gồm 29 xã và 02 thị trấn.
- Sắp xếp một số đơn vị hành chính cấp xã thuộc huyện Đồng Hỷ:
  - Giải thể thị trấn nông trường Sông Cầu. Sáp nhập toàn bộ thị trấn nông trường Đồng Hỷ vào xã Quang Sơn.
  - Thành lập thị trấn Sông Cầu trên cơ sở điều chỉnh 1.038,39 ha diện tích tự nhiên và 4.052 người của xã Quang Sơn. Thị trấn Sông Cầu có 1.038,39 ha diện tích tự nhiên và 4.052 người.
  - Sau khi sắp xếp, xã Quang Sơn có 1.671,6 ha diện tích tự nhiên và có 2.775 nhân khẩu. Huyện Đồng Hỷ có 45.754,98 ha diện tích tự nhiên và 114.893 nhân khẩu, có 18 đơn vị hành chính cấp xã, gồm 15 xã và 03 thị trấn.
- Sắp xếp một số đơn vị hành chính cấp xã thuộc huyện Phổ Yên:
  - Giải thể thị trấn nông trường Bắc Sơn. Sáp nhập toàn bộ thị trấn nông trường Bắc Sơn vào xã Minh Đức và xã Phúc Thuận.
  - Thành lập thị trấn Bắc Sơn trên cơ sở một phần xã Minh Đức và xã Phúc Thuận. Thị trấn Bắc Sơn có 369,03 ha diện tích tự nhiên và 4.160 người.
  - Sau khi sắp xếp, xã Minh Đức có 1.803,43 ha diện tích tự nhiên và 6.797 nhân khẩu. Xã Phúc Thuận có 5.217,19 ha diện tích tự nhiên và có 13.269 nhân khẩu. Huyện Phổ Yên có 25.670 ha diện tích tự nhiên và 143.162 nhân khẩu, có 18 đơn vị hành chính cấp xã, gồm 15 xã và 03 thị trấn.
- Thành lập phường Tích Lương, thành phố Thái Nguyên trên cơ sở toàn bộ 932,46 ha diện tích tự nhiên và 17.225 người của xã Tích Lương
- Thành lập phường Bách Quang, thị xã Sông Công trên cơ sở điều chỉnh 852,5 ha diện tích tự nhiên và 9.260 người của xã Tân Quang.

Năm 2013, thành lập thị trấn Hùng Sơn thuộc huyện Đại Từ và mở rộng thị trấn Đu thuộc huyện Phú Lương.
- Thành lập thị trấn Hùng Sơn thuộc huyện Đại Từ trên cơ sở sáp nhập toàn bộ diện tích và dân số của thị trấn Đại Từ và xã Hùng Sơn. Thị trấn Hùng Sơn có 1.463,49 ha diện tích tự nhiên và 14.610 người.
- Sáp nhập một phần diện tích và dân số của xã Động Đạt và xã Phấn Mễ (huyện Phú Lương) vào thị trấn Đu. Thị trấn Đu có 940,75 ha diện tích tự nhiên và 8.583 người.

Năm 2015, thành lập thị xã Phổ Yên, điều chỉnh địa giới hành chính thành phố Thái Nguyên và thị xã Sông Công, thành lập thành phố Sông Công.
- Thành lập thị xã Phổ Yên trên cơ sở toàn bộ 25.886,9 ha diện tích tự nhiên và 158.619 người của huyện Phổ Yên.
- Thành lập các phường thuộc thị xã Phổ Yên:
  - Thành lập phường Ba Hàng trên cơ sở toàn bộ 183,15 ha diện tích tự nhiên và 7.661 người của thị trấn Ba Hàng; 261,38 ha diện tích tự nhiên và 2.478 người của xã Đồng Tiến. Phường Ba Hàng có 444,53 ha diện tích tự nhiên và 10.139 người.
  - Thành lập phường Bãi Bông trên cơ sở toàn bộ 350,65 ha diện tích tự nhiên và 5.614 người của thị trấn Bãi Bông.
  - Thành lập phường Bắc Sơn trên cơ sở toàn bộ 369,09 ha diện tích tự nhiên và 5.231 người của thị trấn Bắc Sơn.
  - Thành lập phường Đồng Tiến trên cơ sở toàn bộ 780,92 ha diện tích tự nhiên và 16.314 người còn lại của xã Đồng Tiến.
- Thị xã Phổ Yên có 18 đơn vị hành chính cấp xã trực thuộc, gồm 4 phường và 14 xã.
- Sáp nhập toàn bộ xã Lương Sơn, thành phố Thái Nguyên vào thị xã Sông Công. Thành lập phường Lương Sơn, thị xã Sông Công trên cơ sở toàn bộ 1.560,8 ha diện tích tự nhiên và 23.865 người của xã Lương Sơn.
- Thành lập thành phố Sông Công trên cơ sở toàn bộ 9.837,07 ha diện tích tự nhiên và 109.409 người của thị xã Sông Công. Thành phố Sông Công có 11 đơn vị hành chính cấp xã trực thuộc, gồm 7 phường và 4 xã.

Năm 2017, điều chỉnh địa giới hành chính các huyện Đồng Hỷ, Phú Bình và Phú Lương để mở rộng thành phố Thái Nguyên, thành lập hai phường thuộc thành phố Thái Nguyên.
- Sáp nhập toàn bộ thị trấn Chùa Hang, xã Huống Thượng và xã Linh Sơn, huyện Đồng Hỷ; xã Đồng Liên, huyện Phú Bình; xã Sơn Cẩm, huyện Phú Lương vào thành phố Thái Nguyên.
- Thành lập phường Chùa Hang, thành phố Thái Nguyên trên cơ sở toàn bộ 3,02 km² diện tich tự nhiên và 10.948 người của thị trấn Chùa Hang.
- Thành lập phường Đồng Bẩm, thành phố Thái Nguyên trên cơ sở toàn bộ 4,02 km² diện tích tự nhiên và 7.150 người của xã Đồng Bẩm.
- Thành phố Thái Nguyên có 222,93 km² diện tích tự nhiên và 362.921 người, có 32 đơn vị hành chính cấp xã, gồm 21 phường và 11 xã.

Năm 2019, sắp xếp các đơn vị hành chính cấp xã thuộc thành phố Sông Công và huyện Định Hóa.
- Sáp nhập toàn bộ diện tích và dân số của xã Kim Sơn, huyện Định Hóa vào xã Kim Phượng. Xã Kim Phượng có 22,87 km² diện tích tự nhiên và 4.837 người.
- Thành lập phường Châu Sơn, thành phố Sông Công trên cơ sở toàn bộ phường Lương Châu và xã Vinh Sơn. Phường Châu Sơn có 10,66 km² diện tích tự nhiên và 5.628 người.

Năm 2022, thành lập các phường thuộc thị xã Phổ Yên và thành lập thành phố Phổ Yên.
- Thành lập các phường thuộc thị xã Phổ Yên:
  - Thành lập phường Đắc Sơn trên cơ sở toàn bộ 14,36 km² diện tích tự nhiên và 11.198 người của xã Đắc Sơn.
  - Thành lập phường Đông Cao trên cơ sở toàn bộ 6,47 km² diện tích tự nhiên và 9.120 người của xã Đông Cao.
  - Thành lập phường Hồng Tiến trên cơ sở toàn bộ 18,47 km² diện tích tự nhiên và 15.076 người của xã Hồng Tiến.
  - Thành lập phường Nam Tiến trên cơ sở toàn bộ 8,31 km² diện tích tự nhiên và 9.124 người của xã Nam Tiến.
  - Thành lập phường Tân Hương trên cơ sở toàn bộ 9,32 km² diện tích tự nhiên và 10.538 người của xã Tân Hương.
  - Thành lập phường Tân Phú trên cơ sở toàn bộ 4,78 km² diện tích tự nhiên và 7.025 người của xã Tân Phú.
  - Thành lập phường Thuận Thành trên cơ sở toàn bộ 5,48 km² diện tích tự nhiên và 9.684 người của xã Thuận Thành.
  - Thành lập phường Tiên Phong trên cơ sở toàn bộ 14,82 km² diện tích tự nhiên và 16.694 người của xã Tiên Phong.
  - Thành lập phường Trung Thành trên cơ sở toàn bộ 9,09 km² diện tích tự nhiên và 13.151 người của xã Trung Thành.
- Thành lập thành phố Phổ Yên trên cơ sở toàn bộ 258,42 km² diện tích tự nhiên và 231.363 người của thị xã Phổ Yên. Thành phố Phổ Yên có 18 đơn vị hành chính cấp xã trực thuộc, gồm 13 phường và 5 xã.

Năm 2023, thành lập thị trấn Hóa Thượng thuộc huyện Đồng Hỷ và sáp nhập xã Quân Chu vào thị trấn Quân Chu thuộc huyện Đại Từ.
- Thành lập thị trấn Hóa Thượng, huyện Đồng Hỷ trên cơ sở toàn bộ 13,38 km² diện tích tự nhiên và quy mô dân số 13.871 người của xã Hóa Thượng.
- Sáp nhập toàn bộ xã Quân Chu, huyện Đại Từ vào thị trấn Quân Chu. Thị trấn Quân Chu có diện tích tự nhiên là 53,18 km2, quy mô dân số là 8.769 người.

Năm 2024, sắp xếp đơn vị hành chính cấp xã thuộc các huyện Đại Từ, Đồng Hỷ, Định Hóa và Phú Lương
- Sắp xếp các đơn vị hành chính cấp xã thuộc huyện Đại Từ:
  - Thành lập xã Vạn Phú trên cơ sở toàn bộ xã Vạn Thọ và xã Ký Phú. Xã Vạn Phú có diện tích tự nhiên là 26,67 km2 và quy mô dân số là 13.018 người.
  - Sáp nhập một phần xã Na Mao vào xã Phú Xuyên. Xã Phú Xuyên có diện tích tự nhiên là 25,93 km2 và quy mô dân số là 9.542 người.
  - Sáp nhập phần còn lại xã Na Mao vào xã Phú Cường. Xã Phú Cường có diện tích tự nhiên là 22,60 km2 và quy mô dân số là 7.664 người.
  - Sau khi sắp xếp, huyện Đại Từ có 27 đơn vị hành chính cấp xã, gồm 25 xã và 02 thị trấn.
- Sắp xếp các đơn vị hành chính cấp xã thuộc huyện Đồng Hỷ:
  - Sáp nhập toàn bộ xã Tân Lợi vào thị trấn Trại Cau. Thị trấn Trại Cau có diện tích tự nhiên là 27,03 km2 và quy mô dân số là 10.031 người.
  - Sau khi sắp xếp, huyện Đồng Hỷ có 14 đơn vị hành chính cấp xã, gồm 11 xã và 03 thị trấn.
- Sắp xếp các đơn vị hành chính cấp xã thuộc huyện Định Hóa:
  - Sáp nhập toàn bộ xã Bảo Cường vào thị trấn Chợ Chu. Thị trấn Chợ Chu có diện tích tự nhiên là 13,99 km2 và quy mô dân số là 12.007 người.
  - Sau khi sắp xếp, huyện Định Hóa có 22 đơn vị hành chính cấp xã, gồm 21 xã và 01 thị trấn.
- Sắp xếp các đơn vị hành chính cấp xã thuộc huyện Phú Lương:
  - Sáp nhập một phần xã Phấn Mễ vào thị trấn Giang Tiên. Thị trấn Giang Tiên có diện tích tự nhiên là 18,67 km2 và quy mô dân số là 10.185 người.
  - Sáp nhập phần còn lại xã Phấn Mễ vào thị trấn Đu. Thị trấn Đu có diện tích tự nhiên là 15,65 km2 và quy mô dân số là 15.092 người.
  - Sau khi sắp xếp, huyện Phú Lương có 14 đơn vị hành chính cấp xã, gồm 12 xã và 02 thị trấn.

Năm 2025, thực hiện sáp nhập tỉnh, sắp xếp đơn vị hành chính cấp xã, thực hiện chính quyền 2 cấp
- Ngày 12 tháng 6 năm 2025, Quốc hội ban hành Nghị quyết số 202/2025/QH15[34] về việc sắp xếp đơn vị hành chính cấp tỉnh (nghị quyết có hiệu lực từ ngày 12 tháng 6 năm 2025). Theo đó, sáp nhập tỉnh Bắc Kạn vào tỉnh Thái Nguyên. Sau khi sắp xếp, tỉnh Thái Nguyên có diện tích tự nhiên là 8.375,21 km² và quy mô dân số là 1.799.849 người.

- Ngày 16 tháng 6 năm 2025, Quốc hội ban hành Nghị quyết số 203/2025/QH15[35] về việc sửa đổi, bổ sung một số điều của Hiến pháp nước Cộng hòa Xã hội chủ nghĩa Việt Nam, quy định kết thúc hoạt động của toàn bộ các đơn vị hành chính cấp huyện từ ngày 01/07/2025. Toàn bộ các đơn vị hành chính cấp huyện tại tỉnh Thái Nguyên được giải thể. Cùng ngày, Ủy ban Thường vụ Quốc hội ban hành nghị quyết sắp xếp đơn vị hành chính cấp xã của tỉnh Thái Nguyên năm 2025[36]. Theo đó, tỉnh Thái Nguyên có 92 đơn vị hành chính cấp xã, gồm 15 phường và 77 xã.

| Xã/phường mới      | Đơn vị hành chính cũ                                                                                         | Xã/phường mới  | Đơn vị hành chính cũ                                                  |
| ------------------ | --- | -------------- | --------------------------------------------------------------------- |
| An Khánh           | Cù Vân, An Khánh, Hà Thượng (Đại Từ)                                                                         | Phú Bình       | Hương Sơn, Bảo Lý, Nhã Lộng, Úc Kỳ, Xuân Phương (Phú Bình)            |
| Ba Bể              | Khang Ninh, Cao Thượng, Nam Mẫu (Ba Bể)                                                                      | Phú Đình       | Phú Đình, Điềm Mặc (Định Hoá)                                         |
| P. Bá Xuyên        | Bá Xuyên, Châu Sơn, Mỏ Chè (Sông Công)                                                                       | Phú Lạc        | Tân Linh, Phú Lạc, Phục Linh (Đại Từ,)                                |
| Bạch Thông         | Dương Phong, Quang Thuận (Bạch Thông), Đồng Thắng (Chợ Đồn)                                                  | Phú Lương      | Đu, Giang Tiên, Động Đạt, Yên Lạc (Phú Lương)                         |
| P. Bách Quang      | Bách Quang, Lương Sơn, Tân Quang (Sông Công)                                                                 | Phú Thịnh      | Bản Ngoại, Phú Cường, Phú Thịnh (Đại Từ)                              |
| P. Bắc Kạn         | Phùng Chí Kiên, Sông Cầu, Nông Thượng, Xuất Hóa (Tp. Bắc Kạn)                                                | Phú Xuyên      | Yên Lãng, Phú Xuyên (Đại Từ)                                          |
| Bằng Thành         | Bộc Bố, Bằng Thành, Giáo Hiệu, Nhạn Môn (Pác Nặm)                                                            | Phủ Thông      | Phủ Thông, Lục Bình, Tân Tú, Vi Hương (Bạch Thông)                    |
| Bằng Vân           | Bằng Vân, Thượng Ân (Ngân Sơn)                                                                               | Phúc Lộc       | Phúc Lộc, Bành Trạch, Hà Hiệu (Ba Bể)                                 |
| Bình Thành         | Bình Thành, Sơn Phú (Định Hoá)                                                                               | P. Phúc Thuận  | Bắc Sơn, Minh Đức, Phúc Thuận (Phổ Yên)                               |
| Bình Yên           | Bình Yên, Định Biên, Thanh Định, Trung Lương (Định Hóa)                                                      | Phượng Tiến    | Tân Dương, Phượng Tiến, Tân Thịnh (Định Hoá)                          |
| Cẩm Giàng          | Cẩm Giàng, Mỹ Thanh, Nguyên Phúc, Quân Hà (Bạch Thông)                                                       | P. Quan Triều  | Tân Long, Quan Triều, Quang Vinh, Sơn Cẩm (Tp.Thái Nguyên)            |
| Cao Minh           | Cổ Linh, Cao Tân, Công Bằng (Pác Nặm)                                                                        | Quang Sơn      | Quang Sơn, Tân Long (Đồng Hỷ)                                         |
| Chợ Đồn            | Bằng Lũng, Bằng Lãng, Ngọc Phái, Phương Viên (Chợ Đồn)                                                       | Quảng Bạch     | Quảng Bạch, Tân Lập (Chợ Đồn)                                         |
| Chợ Mới            | Đồng Tâm, Như Cố, Quảng Chu (Chợ Mới)                                                                        | Quân Chu       | Quân Chu, Cát Nê (Đại Từ)                                             |
| Chợ Rã             | Thượng Giáo, Chợ Rã, Địa Linh (Ba Bể)                                                                        | P. Quyết Thắng | Thịnh Đán, Phúc Hà, Quyết Thắng (Tp. Thái Nguyên)                     |
| Côn Minh           | Quang Phong, Côn Minh, Dương Sơn (Na Rì)                                                                     | Sảng Mộc       | Sảng Mộc (Võ Nhai)                                                    |
| Cường Lợi          | Cường Lợi, Văn Vũ (Na Rì)                                                                                    | P. Sông Công   | Phố Cò, Cải Đan, Thắng Lợi (Sông Công)                                |
| Dân Tiến           | Dân Tiến, Bình Long, Phương Giao (Võ Nhai)                                                                   | Tân Cương      | Tân Cương, Thịnh Đức (Tp. Thái Nguyên), Bình Sơn (Tp. Sông Công)      |
| Đại Phúc           | Phúc Xuân, Phúc Trìu (Tp. Thái Nguyên), Hùng Sơn, Tân Thái (Đại Từ), Phúc Tân (Tp. Phổ Yên)                  | Tân Khánh      | Tân Khánh, Bàn Đạt, Đào Xá (Phú Bình)                                 |
| Đại Từ             | Bình Thuận, Khôi Kỳ, Lục Ba, Mỹ Yên (Đại Từ)                                                                 | Tân Kỳ         | Cao Kỳ, Hòa Mục, Tân Sơn (Chợ Mới)                                    |
| Điềm Thụy          | Điềm Thụy, Hà Châu, Nga My, Thượng Đình (Phú Bình)                                                           | Tân Thành      | Tân Thành, Tân Hòa, Tân Kim (Phú Bình)                                |
| Định Hóa           | Chợ Chu, Bảo Linh, Đồng Thịnh, Phúc Chu (Chợ Chu)                                                            | Thanh Mai      | Thanh Mai, Mai Lạp, Thanh Vận (Chợ Mới)                               |
| Đồng Hỷ            | Hóa Thượng, Hóa Trung, Minh Lập, Sông Cầu (Đồng Hỷ)                                                          | Thanh Thịnh    | Nông Hạ, Thanh Thịnh (Chợ Mới)                                        |
| Đồng Phúc          | Đồng Phúc, Hoàng Trĩ, Quảng Khê (Ba Bể), Bằng Phúc (Chợ Đồn)                                                 | Thành Công     | Thành Công, Vạn Phái (Phổ Yên)                                        |
| Đức Lương          | Đức Lương, Minh Tiến, Phúc Lương (Đại Từ)                                                                    | Thần Sa        | Thần Sa, Thượng Nung (Võ Nhai)                                        |
| P. Đức Xuân        | Đức Xuân, Huyền Tụng, Nguyễn Thị Minh Khai (Tp. Bắc Kạn)                                                     | Thượng Minh    | Chu Hương, Mỹ Phương, Yến Dương (Ba Bể)                               |
| P. Gia Sàng        | Cam Giá, Đồng Liên, Gia Sàng, Hương Sơn (Tp. Thái Nguyên)                                                    | Thượng Quan    | Thượng Quan (Ngân Sơn)                                                |
| Hiệp Lực           | Hiệp Lực, Thuần Mang (Ngân Sơn)                                                                              | P. Tích Lương  | Tích Lương, Phú Xá, Tân Lập, Tân Thành, Trung Thành (Tp. Thái Nguyên) |
| Hợp Thành          | Phủ Lý, Hợp Thành, Ôn Lương (Phú Lương)                                                                      | Trại Cau       | Trại Cau, Hợp Tiến (Đồng Hỷ)                                          |
| Kha Sơn            | Lương Phú, Dương Thành, Kha Sơn, Tân Đức, Thanh Ninh (Phú Bình)                                              | Tràng Xá       | Tràng Xá, Liên Minh (Võ Nhai)                                         |
| Kim Phượng         | Kim Phượng, Quy Kỳ (Định Hoá)                                                                                | Trần Phú       | Cư Lễ, Trần Phú, Văn Minh (Na Rì)                                     |
| La Bằng            | Hoàng Nông, La Bằng, Tiên Hội (Đại Từ)                                                                       | Trung Hội      | Trung Hội, Bộc Nhiêu, Phú Tiến (Định Hoá)                             |
| La Hiên            | La Hiên, Cúc Đường (Võ Nhai)                                                                                 | P. Trung Thành | Trung Thành, Đông Cao, Tân Phú, Thuận Thành (Phổ Yên)                 |
| Lam Vỹ             | Lam Vỹ, Linh Thông (Định Hoá)                                                                                | Vạn Phú        | Vạn Phú, Văn Yên (Đại Từ)                                             |
| P. Linh Sơn        | Đồng Bẩm, Cao Ngạn, Chùa Hang, Huống Thượng, Linh Sơn (Tp. Thái Nguyên)                                      | P. Vạn Xuân    | Nam Tiến, Đồng Tiến, Tân Hương, Tiên Phong (Phổ Yên)                  |
| Nam Cường          | Nam Cường, Đồng Lạc, Xuân Lạc (Chợ Đồn)                                                                      | Văn Hán        | Văn Hán, Khe Mo (Đồng Hỷ)                                             |
| Nam Hòa            | Nam Hòa, Cây Thị (Đồng Hỷ)                                                                                   | Văn Lang       | Lương Thượng, Kim Hỷ, Văn Lang (Đồng Hỷ)                              |
| Na Rì              | Yến Lạc, Kim Lư, Sơn Thành (Na Rì)                                                                           | Văn Lăng       | Văn Lăng, Hòa Bình (Đồng Hỷ)                                          |
| Nà Phặc            | Nà Phặc, Trung Hòa (Ngân Sơn)                                                                                | Vĩnh Thông     | Vũ Muộn, Cao Sơn, Sỹ Bình (Bạch Thông)                                |
| Nghĩa Tá           | Nghĩa Tá, Bình Trung, Lương Bằng (Chợ Đồn)                                                                   | Võ Nhai        | Đình Cả, Lâu Thượng, Phú Thượng (Võ Nhai)                             |
| Nghiên Loan        | Xuân La, An Thắng, Nghiên Loan (Pác Nặm)                                                                     | Vô Tranh       | Tức Tranh, Cổ Lũng, Phú Đô, Vô Tranh (Phú Lương)                      |
| Nghinh Tường       | Nghinh Tường, Vũ Chấn (Võ Nhai)                                                                              | Xuân Dương     | Xuân Dương, Đổng Xá, Liêm Thủy (Na Rì)                                |
| Ngân Sơn           | Vân Tùng, Cốc Đán, Đức Vân (Ngân Sơn)                                                                        | Yên Bình       | Yên Hân, Bình Văn, Yên Cư (Chợ Mới)                                   |
| P. Phan Đình Phùng | Phan Đình Phùng, Đồng Quang, Hoàng Văn Thụ, Quang Trung, Tân Thịnh, Trưng Vương, Túc Duyên (Tp. Thái Nguyên) | Yên Phong      | Yên Phong, Đại Sảo, Yên Mỹ (Chợ Đồn)                                  |
| Phong Quang        | Dương Quang (Tp. Bắc Kạn), Đôn Phong (Bạch Thông)                                                            | Yên Thịnh      | Yên Thịnh, Bản Thi, Yên Thượng (Chợ Đồn)                              |
| P. Phổ Yên         | Ba Hàng, Bãi Bông, Đắc Sơn, Hồng Tiến (Phổ Yên)                                                              | Yên Trạch      | Yên Đổ, Yên Ninh, Yên Trạch (Phú Lương)                               |

| Xã/phường     | Diện tích (km²) | Dân số (2025) | Mật độ (người/km²) | Xã/phường          | Diện tích (km²) | Dân số (2025) | Mật độ (người/km²) | Xã/phường      | Diện tích (km²) | Dân số (2025) | Mật độ (người/km²) |
| ------------- | --------------- | ------------- | ------------------ | ------------------ | --------------- | ------------- | ------------------ | -------------- | --------------- | ------------- | ------------------ |
| An Khánh      | 45,09           | 20.104        | 445                | La Bằng            | 60,84           | 18.237        | 299                | P. Sông Công   | 13,98           | 21.039        | 1.504              |
| Ba Bể         | 148,08          | 11.773        | 79                 | La Hiên            | 71,55           | 12.269        | 171                | Tân Cương      | 57,92           | 25.525        | 440                |
| P. Bá Xuyên   | 21,13           | 20.065        | 949                | Lam Vỹ             | 71,42           | 8.073         | 113                | Tân Khánh      | 48,31           | 23.724        | 491                |
| Bạch Thông    | 127,84          | 8.251         | 64                 | P. Linh Sơn        | 39,28           | 46.733        | 1.189              | Tân Kỳ         | 167,82          | 7.718         | 45                 |
| P. Bách Quang | 35,02           | 26.668        | 761                | Nam Cường          | 149,65          | 10.793        | 72                 | Tân Thành      | 69,03           | 25.724        | 372                |
| P. Bắc Kạn    | 72              | 25.387        | 352                | Nam Hòa            | 65,02           | 16.237        | 249                | Thanh Mai      | 111,08          | 7.406         | 66                 |
| Bằng Thành    | 208,22          | 13.984        | 67                 | Na Rì              | 112,73          | 11.494        | 101                | Thanh Thịnh    | 112,31          | 8.802         | 78                 |
| Bằng Vân      | 133,01          | 5.643         | 42                 | Nà Phặc            | 101,18          | 9.231         | 91                 | Thành Công     | 43,45           | 28.281        | 650                |
| Bình Thành    | 43,3            | 11.525        | 266                | Ngân Sơn           | 145,57          | 8.260         | 56                 | Thần Sa        | 146,08          | 6.010         | 41                 |
| Bình Yên      | 48,36           | 16.106        | 333                | Nghĩa Tá           | 166,89          | 7.787         | 46                 | Thượng Minh    | 131,64          | 11.030        | 83                 |
| Cẩm Giàng     | 110,79          | 11.342        | 102                | Nghiên Loan        | 130,33          | 11.040        | 84                 | Thượng Quan    | 154,86          | 3.753         | 24                 |
| Cao Minh      | 134,89          | 12.807        | 94                 | Nghinh Tường       | 160,73          | 6.554         | 40                 | P. Tích Lương  | 23,56           | 55.278        | 2.346              |
| Chợ Đồn       | 142,10          | 16.252        | 114                | P. Phan Đình Phùng | 14,73           | 111.482       | 7.568              | Trại Cau       | 82,85           | 17.327        | 209                |
| Chợ Mới       | 118,98          | 14.219        | 119                | Phong Quang        | 153,46          | 6.144         | 40                 | Tràng Xá       | 119,18          | 14.609        | 122                |
| Chợ Rã        | 92,81           | 14.507        | 156                | P. Phổ Yên         | 40,7            | 49.162        | 1.207              | Trần Phú       | 145,29          | 7.049         | 48                 |
| Côn Minh      | 146,26          | 6.635         | 45                 | Phú Bình           | 44,18           | 44.845        | 1.015              | Trung Hội      | 54,21           | 13.863        | 255                |
| Cường Lợi     | 117,85          | 5.731         | 48                 | Phú Đình           | 47,89           | 11.746        | 245                | P. Trung Thành | 25,84           | 37.075        | 1.434              |
| Dân Tiến      | 144,28          | 19.390        | 134                | Phú Lạc            | 58,07           | 21.105        | 363                | Vạn Phú        | 51,2            | 22.062        | 430                |
| Đại Phúc      | 107,47          | 39.220        | 364                | Phú Lương          | 112,39          | 43.914        | 390                | P. Vạn Xuân    | 40,2            | 61.610        | 1.532              |
| Đại Từ        | 69,42           | 27.021        | 389                | Phú Thịnh          | 45,37           | 21.333        | 470                | Văn Hán        | 96,26           | 19.935        | 207                |
| Điềm Thụy     | 42,03           | 41.860        | 995                | Phú Xuyên          | 64,58           | 23.053        | 356                | Văn Lang       | 171,59          | 7.558         | 44                 |
| Định Hoá      | 67,3            | 22.333        | 331                | Phủ Thông          | 96,94           | 13.320        | 137                | Văn Lăng       | 75,27           | 9.503         | 126                |
| Đồng Hỷ       | 53,72           | 31.012        | 577                | Phúc Lộc           | 163,06          | 10.354        | 63                 | Vĩnh Thông     | 129,55          | 4.631         | 35                 |
| Đồng Phúc     | 199,11          | 11.722        | 58                 | P. Phúc Thuận      | 74,16           | 29.051        | 391                | Võ Nhai        | 99,78           | 17.509        | 175                |
| Đức Lương     | 60,90           | 13.181        | 216                | Phượng Tiến        | 102,7           | 13.312        | 129                | Vô Tranh       | 83,53           | 38.253        | 457                |
| P. Đức Xuân   | 34,46           | 22.660        | 657                | P. Quan Triều      | 24,72           | 42.292        | 1.710              | Xuân Dương     | 160,15          | 7.012         | 43                 |
| P. Gia Sàng   | 25,47           | 44.094        | 1.731              | Quang Sơn          | 58,63           | 10.837        | 184                | Yên Bình       | 100,71          | 7.036         | 69                 |
| Hiệp Lực      | 105,02          | 7.317         | 69                 | Quảng Bạch         | 75,22           | 3.815         | 50                 | Yên Phong      | 115,98          | 7.379         | 63                 |
| Hợp Thành     | 41,2            | 10.828        | 262                | Quân Chu           | 79,38           | 13.096        | 164                | Yên Thịnh      | 165,80          | 5.476         | 33                 |
| Kha Sơn       | 37,85           | 42.240        | 1.115              | P. Quyết Thắng     | 24,43           | 29.933        | 1.225              | Yên Trạch      | 112,68          | 23.543        | 208                |
| Kim Phượng    | 78,61           | 11.104        | 141                | Sảng Mộc           | 96,79           | 3.286         | 33                 |                |                 |               |                    |